# Капіцці
Капіцці (італ. Capizzi, сиц. Capizzi) — муніципалітет в Італії, у регіоні Сицилія,  метрополійне місто Мессіна.
Капіцці розташоване на відстані близько 490 км на південь від Рима, 105 км на схід від Палермо, 105 км на захід від Мессіни.
Населення — 3222 особи (2014).

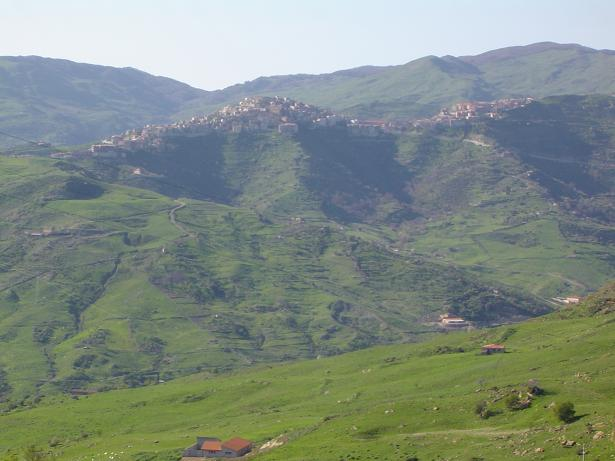

Щорічний фестиваль відбувається 25 липня. Покровитель — святий Миколай.

## Демографія
Населення за роками:

Станом на 1 січня 2023 року в муніципалітеті офіційно проживало 13 іноземців з 6 країн, серед них 6 громадян країн Євросоюзу.

## Сусідні муніципалітети
- Каронія
- Черамі
- Чезаро
- Містретта